# 克莱门特·施泰因梅茨
克莱门特·施泰因梅茨（德語：Klement Steinmetz，1915年3月23日—2001年5月2日），奥地利男子足球运动员，司职前锋。他曾代表奥地利国奥队参加1936年夏季奥林匹克运动会足球比赛，获得一枚银牌。